# Brandon Bass
Brandon Samuel Bass (Baton Rouge, Louisiana, 30 april 1985) is een Amerikaans voormalig basketbalspeler in de NBA. Bass speelde als power-forward.

## Biografie
Na twee seizoenen in het collegebasketbal voor de LSU Tigers stelde Bass zich in 2005 kandidaat voor de NBA Draft. Hij werd als 33e in de tweede ronde gekozen door de New Orleans Hornets, waar hij kort nadien ook zijn eerste contract tekende. Bass speelde 2 seizoenen voor de Hornets, voornamelijk als bankzitter, waarmee hij zich echter niet kon kwalificeren voor de playoffs. In zijn rookieseizoen werd Bass kortstondig uitgeleend aan de Tulsa 66ers, de zusterploeg van de New Orleans Hornets in de NBA G League. Op  26 juli 2007 tekende Bass een contract bij de Dallas Mavericks. In twee seizoenen in Dallas kwam hij als bankzitter toch gemiddeld aan meer dan 19 speelminuten per wedstrijd en een gemiddelde van 8,28 en 8,47 punten per wedstrijd. 
Op 10 juli 2009 tekende Bass een contract bij Orlando Magic waarvoor hij eveneens 2 seizoen zou uitkomen. Zo werd Bass op 12 december 2011 verhandeld naar de Boston Celtics in ruil voor Glen Davis en Von Wafer. Tijdens zijn eerste seizoen in Boston kon hij zich met de Celtics plaatsen voor de playoffs. Na overwinningen in de eerste ronde tegen de Atlanta Hawks en in de tweede ronde tegen de Philadelphia 76ers plaatsten de Celtics zich voor de finale van de Eastern conference. In deze finale was Miami Heat met 4-3 te sterk. In de 3 daaropvolgende seizoenen speelde Bass voornamelijk als basisspeler. In de zomer van 2015 verhuisde Bass naar de Los Angeles Lakers om een jaar later al te verhuizen naar de Los Angeles Clippers.
In augustus 2017 tekende Bass een contract bij het Chinese Liaoning Flying Leopards waarvoor hij drie seizoenen speelde.

## Statistieken

### Regulier seizoen
| Seizoen  | Team                 | WG  | WS  | MPW  | 2P%  | 3P%  | FW%  | RPW | APW | SPW | BPW | PPW  |
| -------- | -------------------- | --- | --- | ---- | ---- | ---- | ---- | --- | --- | --- | --- | ---- |
| 2005/06  | New Orleans Hornets  | 29  | 1   | 9,2  | 40,0 | 0,0  | 63,2 | 2,3 | 0,1 | 0,1 | 0,2 | 2,3  |
| 2006/07  | New Orleans Hornets  | 21  | 3   | 7,7  | 34,1 | 0,0  | 75,0 | 2,0 | 0,1 | 0,1 | 0,1 | 2,0  |
| 2007/08  | Dallas Mavericks     | 79  | 1   | 19,7 | 49,9 | 0,0  | 82,2 | 4,4 | 0,7 | 0,3 | 0,6 | 8,3  |
| 2008/09  | Dallas Mavericks     | 81  | 0   | 19,4 | 49,6 | 0,0  | 86,7 | 4,5 | 0,5 | 0,3 | 0,7 | 8,5  |
| 2009/10  | Orlando Magic        | 50  | 3   | 13,0 | 51,1 | 0,0  | 82,5 | 2,5 | 0,4 | 0,2 | 0,5 | 5,8  |
| 2010/11  | Orlando Magic        | 76  | 51  | 26,1 | 51,5 | 0,0  | 81,5 | 5,6 | 0,8 | 0,4 | 0,7 | 11,2 |
| 2011/12  | Boston Celtics       | 59  | 39  | 31,7 | 47,9 | 0,0  | 81,0 | 6,2 | 0,9 | 0,6 | 0,9 | 12,5 |
| 2012/13  | Boston Celtics       | 81  | 69  | 27,6 | 48,6 | 0,0  | 86,0 | 5,2 | 1,0 | 0,5 | 0,8 | 8,7  |
| 2013/14  | Boston Celtics       | 82  | 73  | 27,6 | 48,6 | 33,3 | 85,8 | 5,7 | 1,1 | 0,4 | 0,9 | 11,1 |
| 2014/15  | Boston Celtics       | 82  | 43  | 23,5 | 50,4 | 28,1 | 79,0 | 4,9 | 1,3 | 0,5 | 0,4 | 10,6 |
| 2015/16  | Los Angeles Lakers   | 66  | 0   | 20,3 | 54,9 | 0,0  | 84,5 | 4,3 | 1,1 | 0,5 | 0,8 | 7,2  |
| 2016/17  | Los Angeles Clippers | 52  | 0   | 11,1 | 57,5 | 33,3 | 87,5 | 2,5 | 0,4 | 0,3 | 0,2 | 5,6  |
| Carrière | Carrière             | 758 | 283 | 21,7 | 49,9 | 20,7 | 83,2 | 4,5 | 0,8 | 0,4 | 0,6 | 8,7  |

### Playoffs
| Seizoen  | Team                 | WG | WS | MPW  | 2P%  | 3P% | FW%  | RPW | APW | SPW | BPW | PPW  |
| -------- | -------------------- | -- | -- | ---- | ---- | --- | ---- | --- | --- | --- | --- | ---- |
| 2007/08  | Dallas Mavericks     | 5  | 0  | 26,6 | 47,2 | 0,0 | 96,0 | 6,8 | 0,4 | 0,6 | 0,6 | 11,6 |
| 2008/09  | Dallas Mavericks     | 10 | 0  | 19,2 | 55,0 | 0,0 | 90,3 | 4,1 | 0,7 | 0,7 | 0,4 | 9,4  |
| 2009/10  | Orlando Magic        | 7  | 0  | 6,0  | 53,8 | 0,0 | 83,3 | 1,1 | 0,1 | 0,0 | 0,0 | 2,7  |
| 2010/11  | Orlando Magic        | 6  | 6  | 23,2 | 42,1 | 0,0 | 92,3 | 4,2 | 0,3 | 0,5 | 0,8 | 7,3  |
| 2011/12  | Boston Celtics       | 20 | 20 | 30,4 | 46,3 | 0,0 | 92,2 | 5,3 | 0,8 | 0,7 | 0,5 | 11,1 |
| 2012/13  | Boston Celtics       | 6  | 5  | 34,0 | 48,3 | 0,0 | 80,0 | 6,7 | 1,2 | 0,3 | 0,2 | 6,7  |
| 2014/15  | Boston Celtics       | 4  | 4  | 21,5 | 35,0 | 0,0 | 60,0 | 2,0 | 2,5 | 0,3 | 0,8 | 5,0  |
| 2016/17  | Los Angeles Clippers | 1  | 0  | 3,8  | 33,3 | 0,0 | 0,0  | 1,0 | 0,0 | 1,0 | 0,0 | 2,0  |
| Carrière | Carrière             | 59 | 35 | 23,9 | 47,1 | 0,0 | 89,0 | 4,4 | 0,7 | 0,5 | 0,4 | 8,4  |